# Resolució 499 del Consell de Seguretat de les Nacions Unides
La Resolució 499 del Consell de Seguretat de les Nacions Unides, aprovada el 21 de desembre de 1981 després de la mort del jutge Abdullah El-Erain, decideix que la seva vacant a la Cort Internacional de Justícia seria resolta amb una elecció a l'Assemblea general que es proposa abordar durant la XXXVIa reunió d'aquest cos.